# Wiedenborstel
Wiedenborstel is een gemeente in de Duitse deelstaat Sleeswijk-Holstein, en maakt deel uit van de Kreis Steinburg.
Wiedenborstel telt 12 inwoners en is daarmee qua inwoneraantal de op twee na kleinste gemeente van Duitsland.

## Geschiedenis
In 1910 had Wiedenborstel nog 119 Inwoners.

## Geografie en verkeer
Wiedenborstel ligt ongeveer twaalf kilometer ten noorden van Kellinghusen en tien kilometer ten westen van Neumünster in het Natuurpark Aukrug.
Wiedenborstel omvat slecht enkele hoeven te midden van de bossen. Het is een zogenaamde Gutshof (landgoed).
In het westen ligt het Hennstedter Holz, in het noorden het Tönsheider Wald. Parkeerplaatsen zijn te vinden langs de L121 (Hennstedt-Aukrug) en de Bargfelder Weg (Sarlhusen-Aukrug).
De Wegebek stroomt door de gemeente.
| Aangrenzende gemeenten | Aangrenzende gemeenten | Aangrenzende gemeenten                  | Aangrenzende gemeenten | Aangrenzende gemeenten |
| ---------------------- | ---------------------- | --------------------------------------- | ---------------------- | ---------------------- |
|                        |                        | Aukrug (district Rendsburg-Eckernförde) |                        |                        |
|                        |                        |                                         |                        |                        |
|                        |                        |                                         |                        |                        |
|                        |                        |                                         |                        |                        |
| Hennstedt              |                        |                                         |                        | Sarlhusen              |

Ten noorden loopt de rijksweg 430 van Neumünster naar Itzehoe. Het dichtstbijgelegen station is Aukrug.

## Politiek en bevolking
Volgens de Sleeswijk-Holsteinse gemeentewet heeft Wiedenborstel een gemeenteraad waartoe alle kiesgerechtigde inwoners behoren.
Aasbüttel ·
Aebtissinwisch ·
Agethorst ·
Altenmoor ·
Auufer ·
Bahrenfleth ·
Beidenfleth ·
Bekdorf ·
Bekmünde ·
Besdorf ·
Blomesche Wildnis ·
Bokelrehm ·
Bokhorst ·
Borsfleth ·
Breitenberg ·
Breitenburg ·
Brokdorf ·
Brokstedt ·
Büttel ·
Christinenthal ·
Dägeling ·
Dammfleth ·
Drage ·
Ecklak ·
Elskop ·
Engelbrechtsche Wildnis ·
Fitzbek ·
Glückstadt ·
Grevenkop ·
Gribbohm ·
Hadenfeld ·
Heiligenstedten ·
Heiligenstedtenerkamp ·
Hennstedt ·
Herzhorn ·
Hingstheide ·
Hodorf ·
Hohenaspe ·
Hohenfelde ·
Hohenlockstedt ·
Holstenniendorf ·
Horst (Holstein) ·
Huje ·
Itzehoe ·
Kaaks ·
Kaisborstel ·
Kellinghusen ·
Kiebitzreihe ·
Kleve ·
Kollmar ·
Kollmoor ·
Krempdorf ·
Krempe ·
Kremperheide ·
Krempermoor ·
Kronsmoor ·
Krummendiek ·
Kudensee ·
Lägerdorf ·
Landrecht ·
Landscheide ·
Lockstedt ·
Lohbarbek ·
Looft ·
Mehlbek ·
Moordiek ·
Moorhusen ·
Mühlenbarbek ·
Münsterdorf ·
Neuenbrook ·
Neuendorf b. Elmshorn ·
Neuendorf-Sachsenbande ·
Nienbüttel ·
Nortorf ·
Nutteln ·
Oelixdorf ·
Oeschebüttel ·
Oldenborstel ·
Oldendorf ·
Ottenbüttel ·
Peissen ·
Pöschendorf ·
Poyenberg ·
Puls ·
Quarnstedt ·
Rade ·
Reher ·
Rethwisch ·
Rosdorf ·
Sankt Margarethen ·
Sarlhusen ·
Schenefeld ·
Schlotfeld ·
Silzen ·
Sommerland ·
Stördorf ·
Störkathen ·
Süderau ·
Vaale ·
Vaalermoor ·
Wacken ·
Warringholz ·
Westermoor ·
Wewelsfleth ·
Wiedenborstel ·
Willenscharen ·
Wilster ·
Winseldorf ·
Wittenbergen ·
Wrist ·
Wulfsmoor